# نورت‌وود (پنسیلوانیا)
نورت‌وود (به انگلیسی: Northwood) یک منطقهٔ مسکونی در ایالات متحده آمریکا است که در پنسیلوانیا واقع شده‌است. نورت‌وود ۲۹۶ نفر جمعیت دارد.